# IPadOS 26
iPadOS 26 es la séptima y próxima versión principal del sistema operativo iPadOS de Apple para el iPad. Fue anunciado en junio de 2025 en la Worldwide Developers Conference (WWDC) 2025 y se espera su lanzamiento en septiembre. Es el sucesor directo de iPadOS 18 y fue anunciado junto con iOS 26, macOS 26, watchOS 26, visionOS 26 y tvOS 26.
A partir de esta versión de iPadOS, Apple cambió su convención de numeración para lograr consistencia en todos sus sistemas operativos.
iPadOS 26 incluye el nuevo diseño Liquid Glass. Será la primera versión de iPadOS exclusiva para iPads con Apple Neural Engine, ya que elimina el soporte para el iPad de séptima generación, convirtiéndose en la primera versión de iPadOS que deja de ser compatible con un iPad con pantalla de 10.2 pulgadas y la primera versión desde iOS 11 que elimina soporte para solo un modelo.

## Nuevas funciones y cambios

### Interfaz de usuario
Por primera vez desde iOS 7, la interfaz de usuario fue rediseñada con el nuevo diseño Liquid Glass, utilizando iconos y menús con mayor uso de transparencia similar a visionOS.

### Gestión de ventanas
Un nuevo sistema de ventanas crea una experiencia similar a macOS. Las aplicaciones ahora son redimensionables libremente, con controles de semáforo que permiten al usuario minimizar una aplicación, cerrarla o ponerla en pantalla completa. Una barra de menú al estilo macOS está disponible deslizando hacia abajo en la parte superior de la pantalla. También hay opciones de acoplamiento de ventanas al moverlas o usando las nuevas opciones de organización.
Los modos existentes de pantalla completa y Stage Manager siguen disponibles; Stage Manager ahora también es compatible con todos los iPads que soportan iPadOS 26, en lugar de estar limitado solo a modelos con chips de la serie M y modelos iPad Pro con chip A que tenían soporte en iPadOS 18.
Split View y Slide Over han sido eliminados como parte del nuevo sistema de gestión de ventanas.

### Journal
La aplicación Journal, anteriormente disponible solo en iOS, ahora tiene una versión dedicada para iPadOS, con soporte para Apple Pencil.

### Preview
iPadOS 26 ahora incluye una aplicación Preview, similar a su equivalente en macOS, con soporte para Apple Pencil para habilitar funciones como marcado.

## Dispositivos compatibles
iPadOS 26 requiere un dispositivo con procesador A12 o más nuevo, eliminando así el soporte para el iPad (7.ª generación). Apple Intelligence requiere un procesador Apple M1 o Apple A17 Pro o más nuevo.
| Dispositivo                           | Soportado | Soporte para Apple Intelligence |
| ------------------------------------- | --------- | ------------------------------- |
| iPad (8.ª generación)                 | Sí        | No                              |
| iPad (9.ª generación)                 | Sí        | No                              |
| iPad (10.ª generación)                | Sí        | No                              |
| iPad (11.ª generación)                | Sí        | No                              |
| iPad Mini (5.ª generación)            | Sí        | No                              |
| iPad Mini (6.ª generación)            | Sí        | No                              |
| iPad Mini (7.ª generación)            | Sí        | Sí                              |
| iPad Air (3.ª generación)             | Sí        | No                              |
| iPad Air (4.ª generación)             | Sí        | No                              |
| iPad Air (5.ª generación)             | Sí        | Sí                              |
| iPad Air (6.ª generación)             | Sí        | Sí                              |
| iPad Air (7.ª generación)             | Sí        | Sí                              |
| iPad Pro (3.ª generación)             | Sí        | No                              |
| iPad Pro 11 pulgadas (1.ª generación) | Sí        | No                              |
| iPad Pro (4.ª generación)             | Sí        | No                              |
| iPad Pro 11 pulgadas (2.ª generación) | Sí        | No                              |
| iPad Pro (5.ª generación)             | Sí        | Sí                              |
| iPad Pro (6.ª generación)             | Sí        | Sí                              |
| iPad Pro (7.ª generación)             | Sí        | Sí                              |